# 神川信彦
神川 信彦（かみかわ のぶひこ、1924年(大正13年)8月15日 - 2004年(平成16年)9月3日）は、日本の政治学者。東京都立大学 (1949-2011)名誉教授。

## 生涯
神川彦松の長男として三重県に生まれる。弟に神川正彦。1947年東京帝国大学法学部政治学科卒業。1951年東京都立大学 (1949-2011)講師、1952年助教授、1962年法経学部教授。1969年法学部長。1988年定年退官、名誉教授。
1967年『グラッドストン』で毎日出版文化賞受賞。2001年秋、勲三等旭日中綬章受勲。妻は高橋重威の長女。

## 著書
- 『グラッドストン 政治における使命感』 潮新書（上下）、1967／新版・吉田書店、2011。解説君塚直隆

### 翻訳
- フリードマン『国際政治入門』 みすず書房、1954
- A.シュトゥルムタール『ヨーロッパ労働運動の悲劇 1918-1939年』 神谷不二共訳 岩波現代叢書、1958
- K.コーリー『軍隊と革命の技術』 池田清共訳 岩波現代叢書、1961

## 参考
- 『人事興信録』1995年
- 読売新聞叙勲記事、訃報